# سينما إسرائيل
سينما إسرائيل، تشير إلى إنتاج الأفلام في إسرائيل منذ تأسيسها في عام 1948. يتم إنتاج معظم الأفلام الإسرائيلية باللغة العبرية. تم ترشيح إسرائيل لجائزة الأوسكار لأفضل فيلم بلغة أجنبية من أي دولة أخرى في الشرق الأوسط.

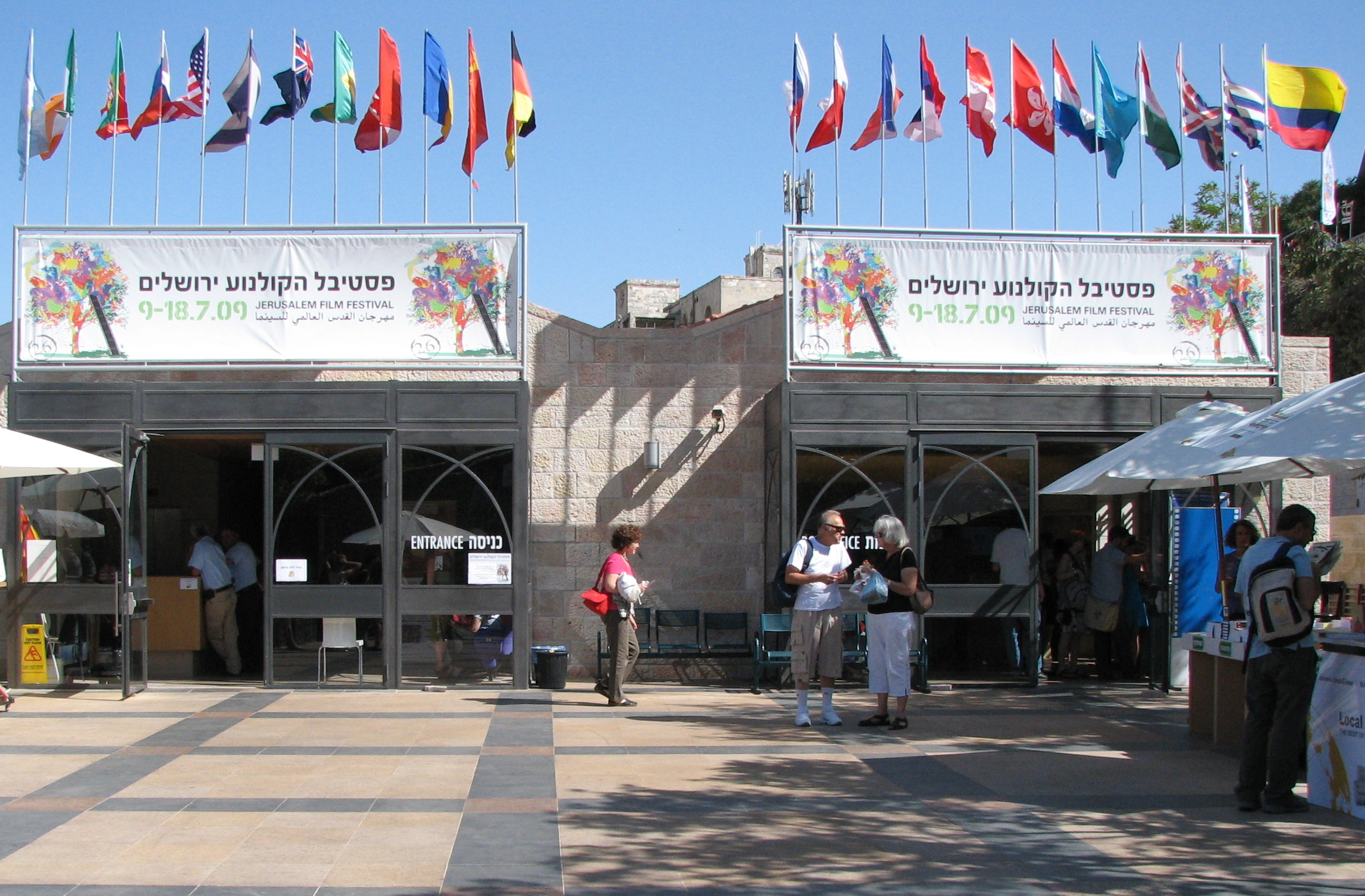
سينماتك القدس

## التاريخ

### أفلام ما قبل الولاية
شايك أوفير الشرطي:

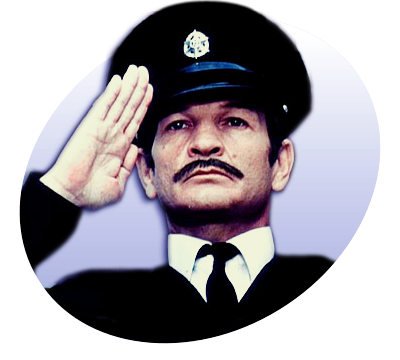
شايك أوفير الشرطي

تم إنتاج الأفلام في فلسطين الانتدالية من بداية عصر الأفلام الصامتة على الرغم من تسارع تطور صناعة الأفلام المحلية بعد تأسيس الدولة. كانت الأفلام المبكرة بشكل رئيسي أفلام وثائقية أو إخبارية، تظهر في دور السينما الإسرائيلية قبل بدء الفيلم.
في عام 1933 ، تم إعداد كتاب للأطفال في فيلم صامت، وهو أول فيلم روائي طويل للأطفال في البلاد، تم إنتاجه بميزانية صغيرة مع تمويل خاص. في عام 1938 ، تم تحويل كتاب آخر من تأليف ليبرمان، إلى فيلم مدته 70 دقيقة مع مسار صوتي وحوار. كتب ليبرمان السيناريو نفسه. أخرجه ناثان أكسلرود وأخرجه ألفريد وولف، وأخبر قصة أطفال في قرية يهودية ثانية في الجليل حيث قتل كل الكبار على يد الرومان. الأطفال يعيدون بناء القرية. بلغت تكاليف الإنتاج ألف ليرة فلسطين. فشلت في شباك التذاكر، لكنها تعتبر علامة بارزة في تاريخ السينما الإسرائيلية.
واحد من رواد السينما في إسرائيل كان Baruch Agadati. قد اشترى Agadati الأرشيف السينمائي ياكوف بن دوف في عام 1934 عندما تقاعد بن دوف من صناعة الأفلام، جنبا إلى جنب مع شقيقه اسحق الذي أنشأ AGA Newsreel. وأخرج الفيلم الصهيوني المبكر بعنوان هذه هي الأرض (1935).

### دولة إسرائيل
في عام 1948 ، وجد يوسف نافون، وهو فني صوت، وإسحاق أكداتي، منتج أول فيلم باللغة العبرية مع شقيقه باروخ أغداتي، مستثمراً، وهو رجل الأعمال مردخاي نافون، الذي استثمر أمواله الخاصة في معدات الأفلام والمختبرات. استخدم Agadati صلاته بين رفاق الهاغاناه للحصول على أرض لاستوديو. في عام 1949 تم إنشاء مختبرات أفلام جيفا على موقع حطام الخشب المهجور في جفعتايم.
ملصق لكازابلان، فيلم إسرائيلي مبدع
في عام 1954، أقر الكنيست قانون لتشجيع الأفلام الإسرائيلية (החוק לעידוד הסרט הישראלי). كان السينمائيون الرئيسيون في الستينيات هم مناحيم جولان وأفرايم كيشون وأوري زوهار.
أول فيلم Bourekas كان Sallah Shabati ، أنتج من قبل افرايم كيشون في عام 1964. في عام 1965 أنتج Uri Zohar فيلم Hole في القمر، متأثرا بأفلام الموجة الجديدة الفرنسية.
في العقد الأول من القرن الحادي والعشرين، فازت العديد من الأفلام الإسرائيلية بجوائز في مهرجانات سينمائية حول العالم. تشمل الأفلام البارزة في هذه الفترة الزواج المتأخر (دوفر كوشاشفيلي) ، وأجنحة مكسورة، والمشي على الماء، ويوسي وجاجر (ايتان فوكس) ، ومآسي نينا، ونار المخيم، و Beaufort (جوزيف سيدار) ، أو (كنزتي) (كرن ييدايا) ، غادر في نهاية العالم (آفي نيشر) ، زيارة الفرقة (عيران كوليرين) والتز مع البشير (آري فولمان) ، وعجمي. في عام 2011 ، فاز فيلم Strangers No More بجائزة الأوسكار لأفضل فيلم وثائقي قصير. [12] في عام 2013 تم ترشيح فيلمين وثائقيين لجائزة الأوسكار لأفضل فيلم وثائقي: The Gatekeepers (درور موريه) وخمسة كاميرات مكسورة، وهو إنتاج مشترك بين الفلسطينيين والإسرائيليين والفرنسيين (Emad Burnat و Guy Davidi).
يلاحظ الكاتب جولي غراي أن «الفيلم الإسرائيلي ليس جديدا في إسرائيل، لكنه يكتسب اهتماما سريعا في الولايات المتحدة، وهو سيف ذو حدين.» ويشعر الموزعون الأمريكيون أن الجمهور الأمريكي الصغير المهتم بالأفلام الإسرائيلية يركز بشكل مباشر على الصراع المضطرب المضطرب الذي يضايقنا يوميا.
في عام 2014 ، باعت الأفلام الإسرائيلية الصنع 1.6 مليون تذكرة في إسرائيل، وهي الأفضل في تاريخ السينما الإسرائيلية.

## معرض صور

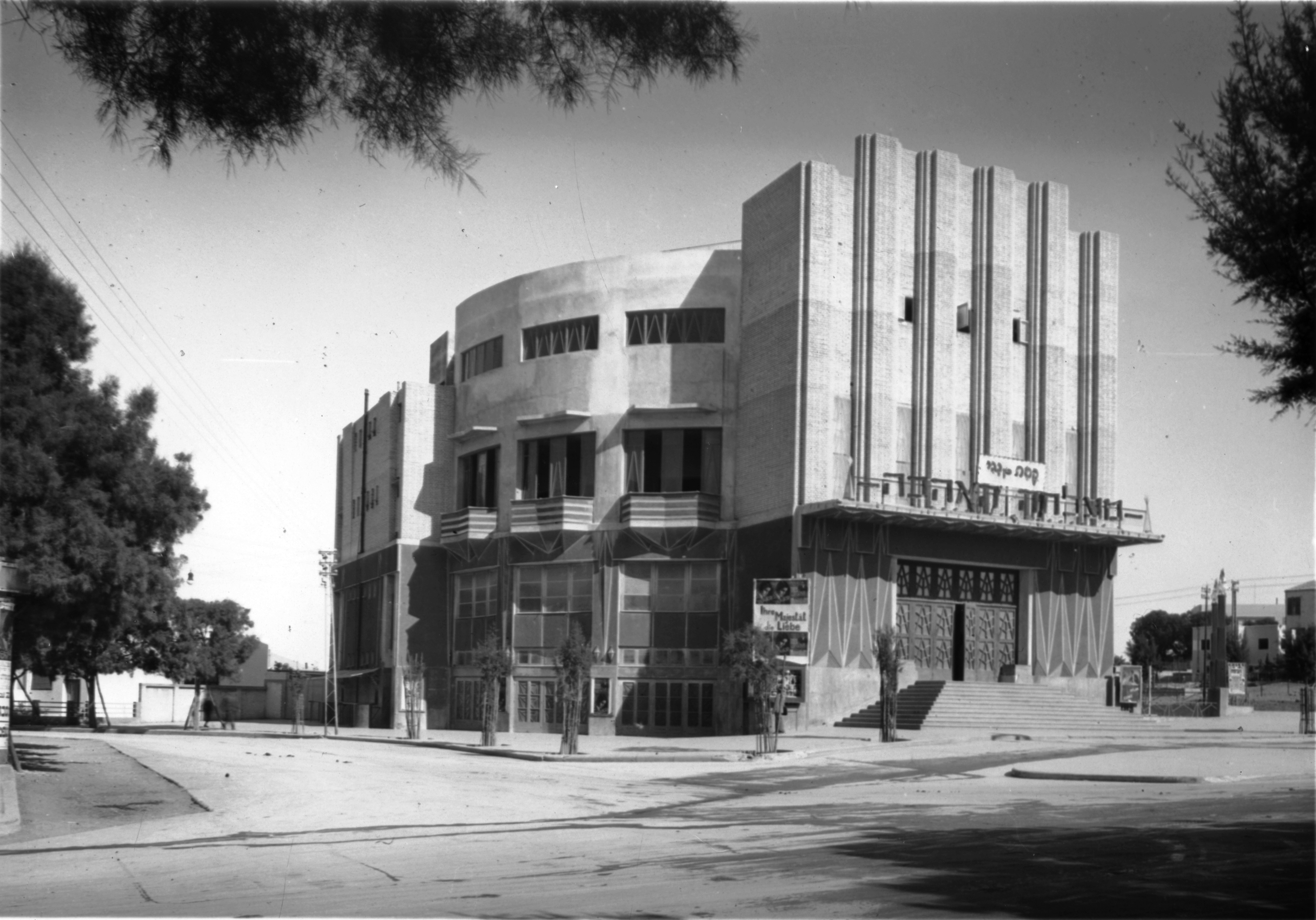
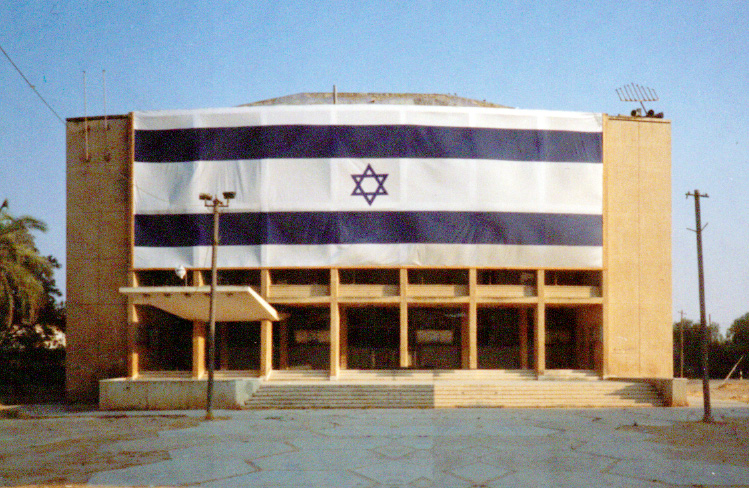
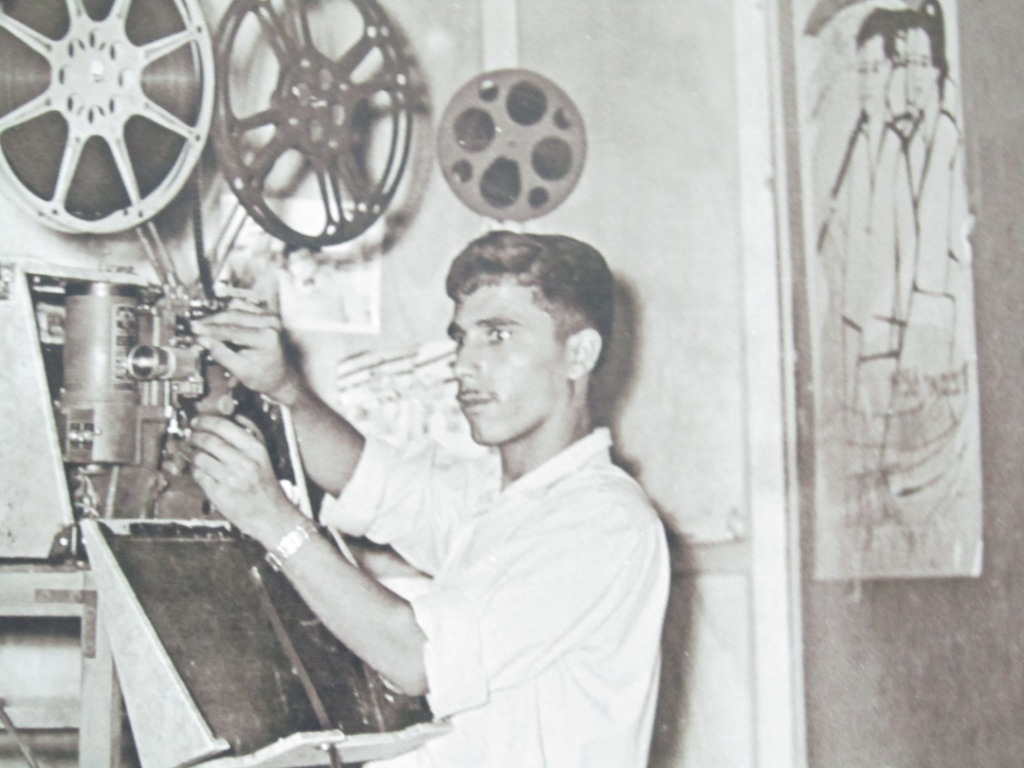
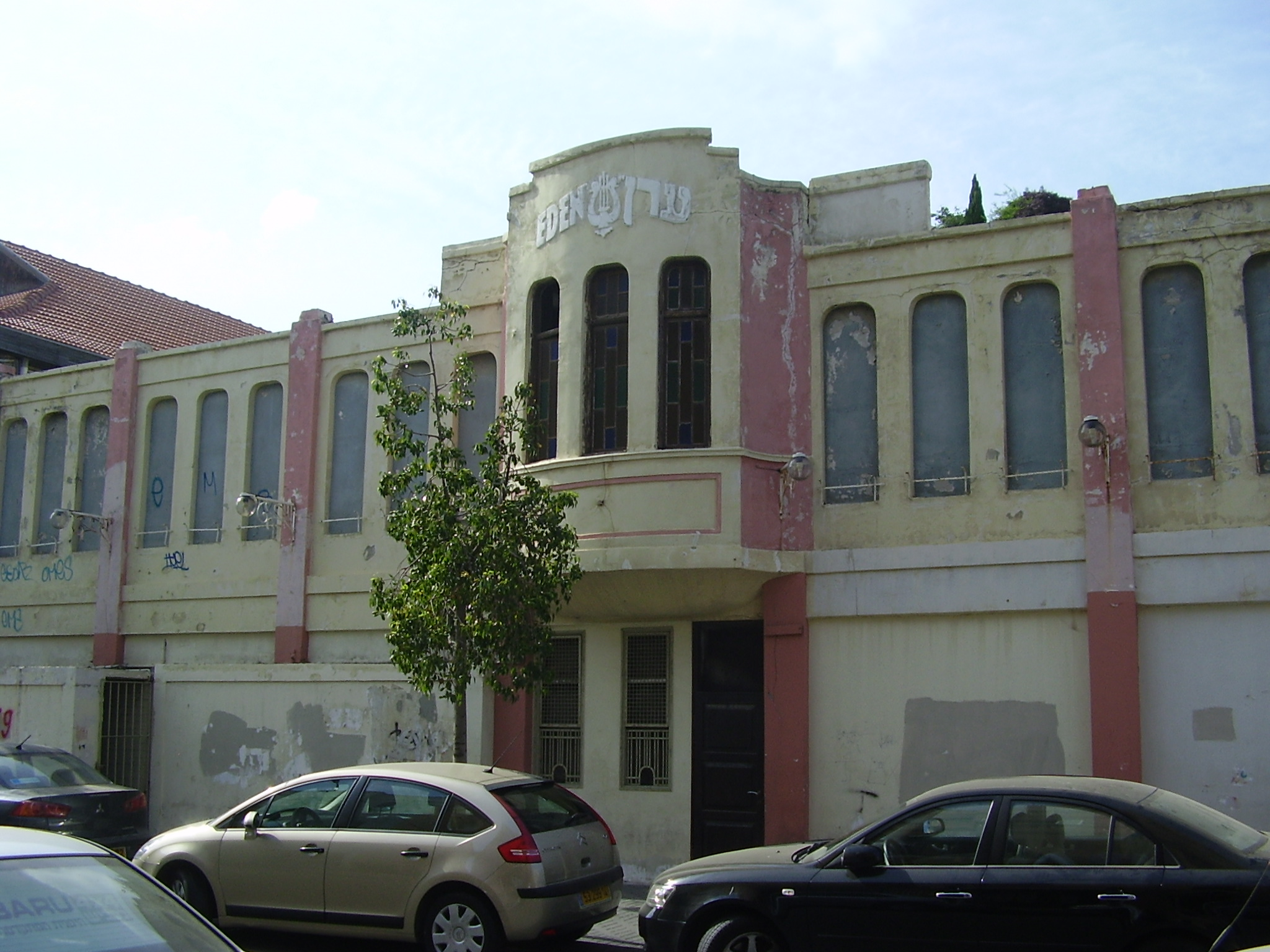